# Tupolev Tu-154
Dimensions
Le Tupolev Tu-154 (en russe : « Туполев Ту-154 »), code OTAN : « Careless », est un avion de ligne triréacteur soviétique conçu au milieu des années 1960. Avec son empennage en T caractéristique et ses trois moteurs installés en position rapprochée à l'arrière du fuselage, il n'est pas sans rappeler son cousin américain de chez Boeing, le 727. La production en série de l'appareil s'est terminée en février 2013.

## Origine

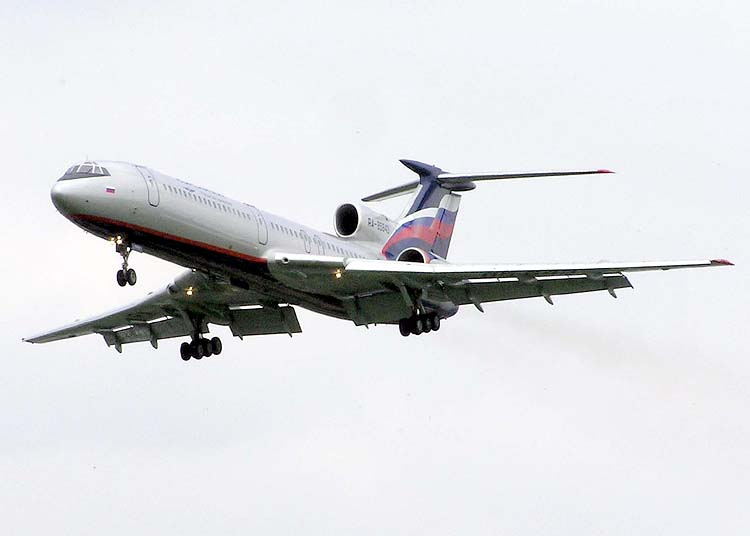
Tupolev Tu-154 de l’Aeroflot en 2006 en vol.

En 1964, les avions commerciaux soviétiques tels que les Tupolev Tu-104, les Antonov An-10 et les Iliouchine Il-18  devenaient trop vieux et devaient être remplacés par un appareil pouvant transporter 120 personnes sur plus de 6 600 km et décoller et/ou atterrir sur des pistes sommaires d'une longueur de 2 000 m environ. C'est le bureau d'études Tupolev avec Sergueï Mikhailovitch Yeger puis Dimitri Markov qui fut chargé du projet. Le nouvel appareil, lancé en 1971, était en réalité un Tupolev Tu-134 rallongé triréacteur. Il fut équipé de trois circuits hydrauliques, de becs de bord d'attaque (à l'avant des ailes) et de volets à triple fente.
Le premier prototype décolla le 4 octobre 1968, les constructions commencèrent en août 1970 à Kouïbychev, et Aeroflot, la première compagnie à en être équipée, fut livrée en janvier 1971. La compagnie soviétique commença à utiliser l'avion pour du transport de fret, puis pour des vols commerciaux avec des passagers en juillet 1971. Le 1er août 1972, le premier vol international eut lieu vers Prague. L'avion était très prisé des pilotes expérimentés car il offrait un vaste choix de possibilités de pilotage.
Le dernier vol commercial a lieu le 28 octobre 2020.

## Production
L'appareil fut produit en 926 exemplaires dont 320 Tu-154M (version qui vola à partir de 1982) et 606 Tu-154A/154B ; 166 ont été vendus hors d'URSS. La production annuelle maximale a eu lieu en 1980 avec 76 appareils.
De 2001 à 2012, neuf exemplaires sont produits. Néanmoins, à partir des années 2000, l'exploitation de l'avion s'est progressivement réduite. En juillet 2012, les compagnies aériennes russes comptaient au total 94 Tu-154. L'avion aurait dû être progressivement retiré à partir des années 1990 pour être remplacé par le Tupolev-204 mais la production en série de ce dernier a pris beaucoup de retard. Les Tupolev-154 ne sont plus exploités par Aeroflot depuis décembre 2009.
Les numéros de série constructeur (s/n) sont:
- KH1 pour le prototype
- 001 → 605 pour les Tu-154A et Tu-154B
- 701 → 1020 pour les Tu-154M
- (les s/n 998, 999 et 1002 n'ont pas été terminés)

## Caractéristiques

### Motorisation
Le Tu-154, dans sa première version, reçoit le moteur Kouznetsov NK-8-2. C'est un réacteur assez typique de la première génération des turbosoufflantes destinées aux avions commerciaux. Il peut se comparer au Rolls-Royce RB.80 Conway britannique ou au Pratt & Whitney JT3D américain, réacteurs retrouvés sur le Boeing 707 notamment. C'est le même moteur qui équipe l'il-62, mais le Tupolev 154 n'en possède que trois au lieu de quatre, l'un étant monté dans la queue, nourri par une entrée d'air située à la base de la dérive, les deux autres de part et d'autre du fuselage. Cette disposition est analogue à celle du Boeing 727 et du Hawker Siddeley Trident. La poussée du moteur est accrue (version NK-8-2U) sur les tu-154A et B.
Le Tu-154M, à l'image du Il-62, voit ses moteurs NK-8 remplacés par un réacteur plus économe : le D-30KU. Ce réacteur a été conçu sur la base du D-30 qui équipait le Tu-134. Il possède une soufflante agrandie et son taux de dilution est de 2,42, élevé pour l'époque. Sa consommation spécifique, à l’altitude de croisière, est réduite de 10 % par rapport au NK-8,,. Le D-30KU vient d'ailleurs aussi remplacer le NK-8 pour le Tu-154 (avec la version Tu-154M), et d'autres réacteurs de la famille D30 sont utilisés sur l'avion-cargo militaire Il-76, et (avec une soufflante réduite) l'intercepteur MiG-31.

### Train d'atterrissage
Devant être capable d'utiliser des pistes assez sommairement aménagées, le Tu-154 possède un train adapté : le train principal possède douze roues, six pour chaque jambe. Ce choix est remarquable vu que des avions nettement plus lourds, comme le 707 ou même, un peu plus tard, l'Airbus A300, se contentent de quatre roues par jambe. Il permet de mieux répartir la masse de l'avion, rendant le Tu-154 compatible avec des pistes aménagées de façon rudimentaires, la contrepartie étant un train d'atterrissage relativement lourd.

### Systèmes de bord
Le groupe auxiliaire de puissance (APU) est un turbomoteur de type Aerosila TA6. Cette petite turbine de 310 CV (235 kW) est utilisée dans ce rôle sur bien d'autres avions soviétiques, tant civils que militaires. L'APU permet d'alimenter les systèmes de bord (ventilation, climatisation, électronique, éclairage) lorsque l'avion est au sol, et il fournit aussi l'énergie pour le démarrage des réacteurs.

### Variantes

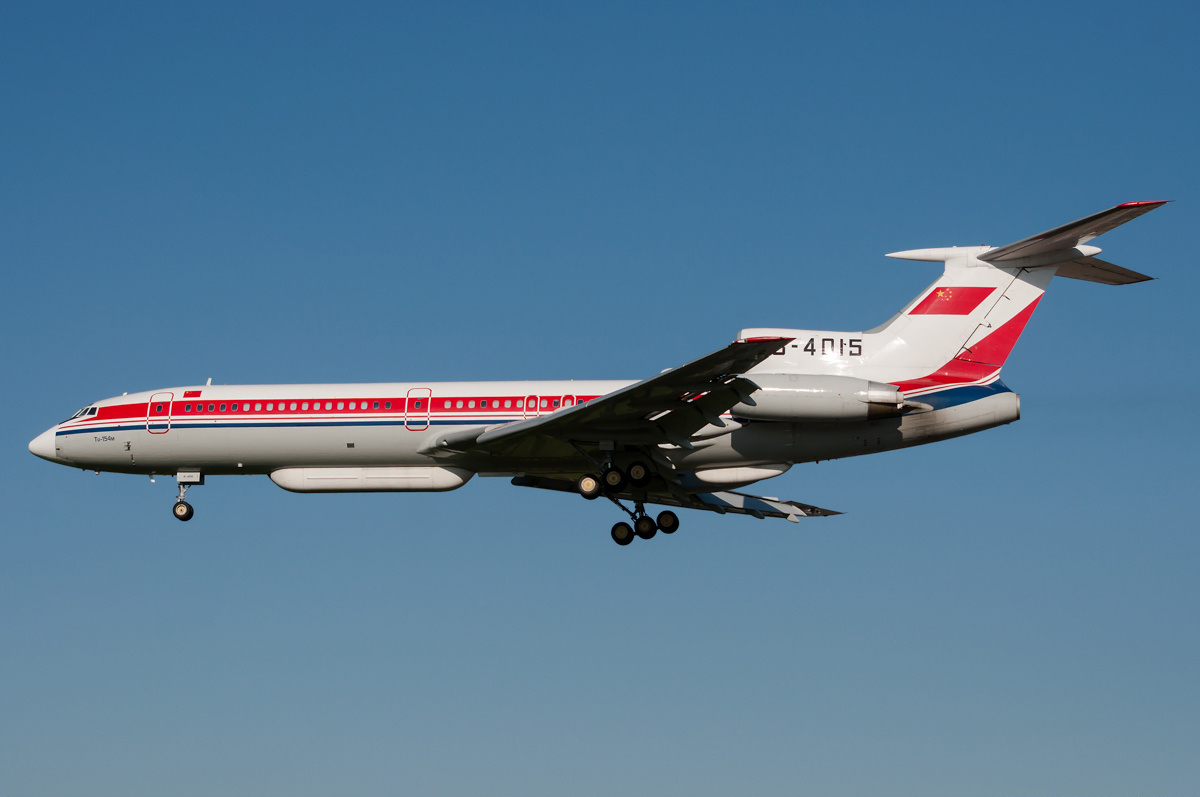
Tupolev Tu-15M de surveillance électronique de la force aérienne chinoise en 2014.

- Tu-154 : équipée de trois GTR Kouznetsov NK-8-2 à double-flux d'une poussée de 93,2 kN.
- Tu-154A et Tu-154B : équipées de trois Kouznetsov NK-8-2U d'une poussée de 103 kN. La masse maximale au décollage est aussi accrue.
- Tu-154S : version cargo.
- Tu-154M : équipée de trois Aviadvigatel (Soloviev) D-30KU à double-flux d'une poussée de 104 kN. Tous ont un groupe auxiliaire de puissance situé au-dessus du moteur central et qui utilise les mêmes entrées et sorties.
- Tupolev Tu-154M de surveillance électronique : au moins deux exemplaires au sein de la force aérienne chinoise[13].
- LL-154 : avion expérimental, préparé pour le vol sous microgravité (zéro G).
- Tu-155 et Tu-156 : bancs d'essai pour des moteurs cryogéniques.

## Accidents et incidents

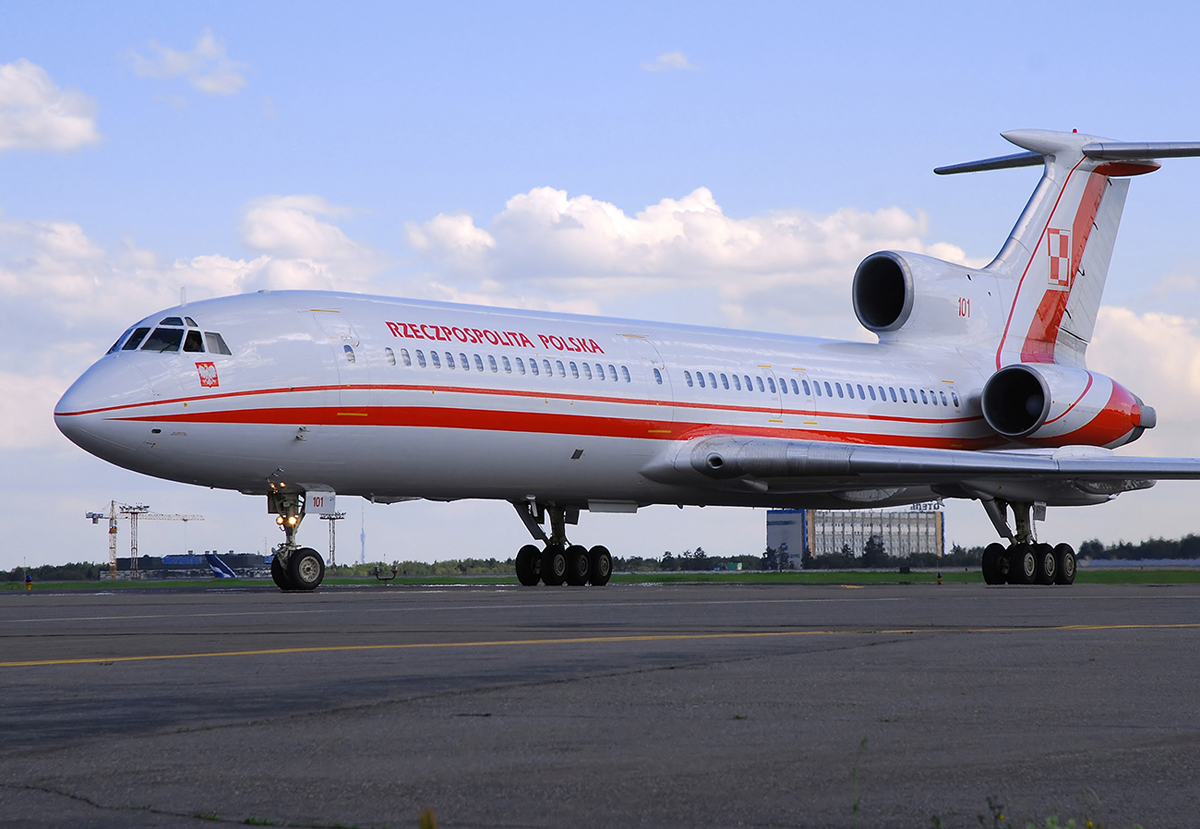
Le Tu-154 de la Force aérienne de la République polonaise qui s'écrasera le 10 avril 2010 avec le président polonais Lech Kaczyński.

Il y a eu 69 accidents et incidents sérieux impliquant le Tu-154 depuis sa mise en service le 7 février 1972. Trente d'entre eux n'ont pas fait de victimes. Concernant les incidents fatals, six résultent d'actions terroristes ou militaires incluant un tir de missile accidentel par l'Ukraine, plusieurs atterrissages en hiver sur des pistes mal préparées ou mal entretenues, des surcharges cargo, ainsi que des abordages en vol en raison de fautes du contrôle de la navigation aérienne. D'autres incidents ont résulté de problèmes mécaniques, comme notamment deux cas de panne sèche en vol, ainsi que des erreurs répétées de pilotage. Une légende urbaine régulièrement entretenue classe cet appareil comme le pire des avions de ligne de cette catégorie, et le présente comme ayant un taux d'accidents plusieurs fois supérieur à ses équivalents occidentaux.
Selon Aviation Safety Netwok, le Tupolev Tu-154 a été impliqué depuis sa mise en service dans le décès de 3 081 personnes, pour 70 accidents ou incidents Contrairement à ce que sa réputation laisse présager, le Tu-154 n'affiche pas un taux d’accidents hors-norme, en regard par exemple des 172 accidents ou incidents du Boeing 707 qui ont tué 3 213 personnes. (pour parler d'un appareil d'époque à peu près équivalente, et avec des volumes de production relativement équivalents ; Tu-154 : 926 produits ; Boeing 707 : 1010 produits).
- 4 octobre 2001 : Vol Siberia Airlines 1812, un avion parti de Tel Aviv, en Israël, à destination de Novossibirsk, en Russie, est abattu par erreur par un missile lancé par l'armée ukrainienne au-dessus de la mer Noire. 66 passagers (pour la plupart des Israéliens rendant visite à des membres de leur famille en Russie) et 12 membres d'équipage sont tués.
- 1er juillet 2002 : vol 2937 Bashkirian Airlines, un appareil de la compagnie Bashkirian Airlines entre en collision avec un Boeing 757 de la compagnie de fret DHL. Les 57 passagers et les douze membres d'équipage sont morts, ainsi que les membres d'équipage du Boeing 757.
- 22 août 2006 : Le vol 612 Pulkovo Airlines qui effectuait la liaison entre Anapa, station balnéaire de la mer Noire et Saint-Pétersbourg, s'écrase au-dessus de l'Ukraine près de Donetsk faisant 169 victimes (159 passagers et dix membres d'équipage).
- 1er septembre 2006 : un Tu-154 d'Iran Air Tours s'enflamme à l'atterrissage à Mashhad (Iran), faisant 29 victimes.
- 15 juillet 2009 : un Tupolev Tu-154 de la compagnie Caspian Airlines s'écrase dans le nord de l'Iran, tuant les 168 personnes qui étaient à bord.
- 24 janvier 2010 : un Tupolev Tu-154 de la compagnie aérienne iranienne Taban Airlines a pris feu lors de son atterrissage à l'aéroport de Mashhad en Iran. L'avion a perdu son châssis et une aile. 46 personnes ont été blessées dans l'accident[19].
- 10 avril 2010 : l'avion présidentiel polonais s'écrase à l'approche de la base aérienne de Smolensk, dans l'ouest de la Russie, tuant les 96 personnes à bord dont 89 de la délégation polonaise, notamment le président polonais Lech Kaczynski et son épouse[20], plusieurs personnalités politiques et une bonne partie de l'état-major des armées polonaises[21].

- 4 décembre 2010 : deux personnes ont été tuées et des dizaines blessées lors de l'atterrissage d'urgence d'un Tupolev 154, avec plus de 150 personnes à bord, à l'aéroport de Moscou-Domodedovo[22].
- Le 1er janvier 2011, un Tu-154B explose à la suite d'un incendie avant son décollage pour Moscou sur la piste de l'aéroport de Sourgout (nord-est de l'Oural). Trois personnes sont tuées[23]. À la suite de cet incident, le ministère russe des transports a recommandé de mettre les Tupolev 154-B hors service jusqu'à éclaircissement des causes du crash[24].
- 25 décembre 2016 : Crash en mer Noire d'un Tu-154 de la force aérienne russe ayant 92 personnes à bord dont des membres des Chœurs de l'Armée rouge et notamment le directeur de cette célèbre formation, Valéry Khalilov. L'appareil venait de Moscou et se rendait en Syrie après avoir fait escale à Adler[25]. Il n'y a aucun survivant. Moscou suspend tous les vols de ce type d'avion.